# Dino Saluzzi
Dino Saluzzi, właśc. Timoteo Saluzzi (ur. 20 maja 1935 w Campo Santo w argentyńskiej prowincji Salta) – argentyński instrumentalista, kompozytor i aranżer, wirtuoz gry na bandoneonie.

## Życiorys
Miał siedem lat, gdy jego ojciec, Cayetano Saluzzi, zaczął go uczyć gry na bandoneonie. Mając lat 14 „Dino” założył swój pierwszy zespół: Trio Carnival. Jako nastolatek wyjechał do Buenos Aires, aby się uczyć. Jeszcze podczas nauki został członkiem orkiestry Radio el Mundo Stable Orchestra (pierwszej argentyńskiej stacji radiowej). W Buenos Aires spotkał Astora Piazzolę i poznał wykonywaną przez niego muzykę. Pod koniec lat 50. ub. w. Saluzzi wrócił do Salty.
Jako dojrzały już artysta komponował i grał utwory, które były mocno zakorzenione w tradycyjnej muzyce wykonywanej w jego stronach rodzinnych, ale miały też w sobie sporo z muzycznej awangardy, pod której wpływem był Saluzzi. 
Na początku lat 70. współpracował z saksofonistą Gato Barbieri. Nagrał wtedy (używając pseudonimu) kilka płyt. Jeździł w trasy koncertowe z różnymi muzykami po krajach Ameryki Południowej (Boliwii, Peru, Kolumbii i Wenezueli). Koncertował też w Japonii. 
W 1979 założył swój pierwszy zespół Cuarteto Dino Saluzzi, z którym wyjechał do Europy, gdzie odniósł sukces. Nawiązał współpracę z wytwórnią ECM, dla której w 1982 nagrał płytę Kultrum. Koncertował i nagrywał później z takimi muzykami jak Charlie Haden, Palle Mikkelborg, Enrico Rava, Georg Gruntz, Edward Vesala, Tomasz Stańko, Charlie Mariano, Al Di Meola i innymi.
W 1991 Saluzzi zrealizował dla ECM album, który nagrał razem ze swoimi braćmi (Felixem i Celso) i synem Jose. W ten sposób powstał zespół The Dino Saluzzi Family, który koncertował w wielu krajach Europy.

## Dyskografia (wybór)
- 1982 Kultrum (ECM)
- 1985 Once upon a Time - Far Away in the South (ECM)
- 1986 Volver (ECM)
- 1988 Andina (ECM)
- 1990 Argentina (Westwind)
- 1990 World Sinfonia z Al Di Meolą
- 1998 From the Green Hill z Tomaszem Stańko (ECM)